# World Hockey Association 1976/1977
World Hockey Association 1976/1977 var den femte säsongen av World Hockey Association (WHA). Av de tolv lagen som inledde säsongen spelade åtta av de 81 matcher, tre spelade 80 matcher samt Minnesota Fighting Saints 42 matcher. Efter säsongsavslutningen följdes ett slutspel med spel om Avco World Trophy. Säsongen inleddes den 7 oktober 1976 och avslutades den 7 april 1977.
Quebec Nordiques vann Avco World Trophy efter finalseger mot de regerande mästarna Winnipeg Jets med 4-3 i matcher.
Quebec Nordiques-spelaren Réal Cloutier vann poängligan på 141 poäng, 66 mål + 75 assist.
Inför säsongen hade Cleveland Crusaders varit tvungna att flytta sin verksamhet från Cleveland och då valde ägaren att flytta laget till Minnesota och döpa om det till Minnesota Fighting Saints. Men laget blev ingen succé utan lades ner den 17 januari 1977 efter att bara ha spelat 42 grundseriematcher. Även Toronto Toros valde att flytta sin verksamhet på grund av kontroverser med ägaren till NHL-laget Toronto Maple Leafs och Maple Leaf Gardens, så laget hamnade i Birmingham i Alabama och döptes om till Birmingham Bulls.
På grund av att ligan hade blivit av med två lag sedan säsongen före, så togs Canadian Division bort och man återgick till en östlig och en västlig division igen som ligan inleddes med säsongen 1972/1973.
Säsongens målrikaste match spelades mellan Quebec Nordiques och Birmingham Bulls den 24 februari då Birmingham vann bortamatchen med 6-10.

## Grundserien
Not: SM = Spelade matcher, V = Vinster, O = Oavgjorda, F = Förluser, GM = Gjorda mål, IM = Insläppta mål, MSK = Målskillnad, Pts = Poäng
- Lag i GRÖN färg spelade slutspel
- Lag i RÖD färg hade spelat klart för säsongen

### Eastern Division
| Eastern Division          | SM | V  | O | F  | GM  | IM  | MSK | Pts |
| ------------------------- | -- | -- | - | -- | --- | --- | --- | --- |
| Quebec Nordiques          | 81 | 47 | 3 | 31 | 353 | 295 | +58 | 97  |
| Cincinnati Stingers       | 81 | 39 | 5 | 37 | 354 | 303 | +51 | 83  |
| Indianapolis Racers       | 81 | 36 | 8 | 37 | 276 | 305 | -29 | 80  |
| New England Whalers       | 81 | 35 | 6 | 40 | 275 | 290 | -15 | 76  |
| Birmingham Bulls          | 81 | 31 | 4 | 46 | 289 | 309 | -20 | 66  |
| Minnesota Fighting Saints | 42 | 19 | 5 | 18 | 136 | 129 | +7  | 43  |

### Western Division
| Western Division    | GP | V  | O | F  | GM  | IM  | MSK  | Pts |
| ------------------- | -- | -- | - | -- | --- | --- | ---- | --- |
| Houston Aeros       | 80 | 50 | 6 | 24 | 320 | 241 | +79  | 106 |
| Winnipeg Jets       | 80 | 46 | 2 | 32 | 366 | 291 | +75  | 94  |
| San Diego Mariners  | 81 | 40 | 4 | 37 | 284 | 283 | +1   | 84  |
| Edmonton Oilers     | 81 | 34 | 4 | 43 | 243 | 304 | -61  | 72  |
| Calgary Cowboys     | 81 | 31 | 7 | 43 | 252 | 296 | -44  | 69  |
| Phoenix Roadrunners | 80 | 28 | 4 | 48 | 281 | 383 | -102 | 60  |

## Poängligan i grundserien
Not: SP = Spelade matcher, M = Mål, A = Assists, Pts = Poäng
| Spelare          | Lag                 | SM | M  | A  | Pts |
| ---------------- | ------------------- | -- | -- | -- | --- |
| Réal Cloutier    | Quebec Nordiques    | 76 | 66 | 75 | 141 |
| Anders Hedberg   | Winnipeg Jets       | 68 | 70 | 61 | 131 |
| Ulf Nilsson      | Winnipeg Jets       | 71 | 39 | 85 | 124 |
| Robbie Ftorek    | Phoenix Roadrunners | 80 | 46 | 71 | 117 |
| André Lacroix    | San Diego Mariners  | 81 | 32 | 82 | 114 |
| Marc Tardif      | Quebec Nordiques    | 62 | 49 | 60 | 109 |
| Rich Leduc       | Cincinnati Stingers | 81 | 52 | 55 | 107 |
| Chris Bordeleau  | Quebec Nordiques    | 72 | 32 | 75 | 107 |
| Blaine Stoughton | Cincinnati Stingers | 81 | 52 | 52 | 104 |
| Mark Napier      | Birmingham Bulls    | 80 | 60 | 36 | 96  |
| Dennis Sobchuk   | Cincinnati Stingers | 81 | 44 | 52 | 96  |
| Serge Bernier    | Quebec Nordiques    | 74 | 43 | 53 | 96  |

## Slutspelet
- Åtta lag gjorde upp om Avco World Trophy
- Samtliga matchserier avgjordes i bäst av sju matcher
- Slutspelet inleddes den 9 april och avslutades den 26 maj

|  | Kvartsfinaler    | Kvartsfinaler | Kvartsfinaler |              |    | Semifinaler | Semifinaler | Semifinaler |  |  | Final | Final | Final |  |
|  |                  |               |               |              |    |             |             |             |  |  |       |       |       |  |
|  | E1               | Quebec        | 4             |              |    |             |             |             |  |  |       |       |       |  |
|  | E1               | Quebec        | 4             |              |    |             |             |             |  |  |       |       |       |  |
|  | E4               | New England   | 1             |              |    |             |             |             |  |  |       |       |       |  |
|  | E4               | New England   | 1             |              | E1 | Quebec      | 4           |             |  |  |       |       |       |  |
|  | Eastern Division |               |               |              | E1 | Quebec      | 4           |             |  |  |       |       |       |  |
|  |                  |               | E3            | Indianapolis | 1  |             |             |             |  |  |       |       |       |  |
|  | E2               | Cincinnati    | E3            | Indianapolis | 1  | 0           |             |             |  |  |       |       |       |  |
|  | E2               | Cincinnati    |               |              |    |             |             |             |  |  |       |       |       |  |
|  | E3               | Indianapolis  | 4             |              |    |             |             |             |  |  |       |       |       |  |
|  | E3               | Indianapolis  | 4             |              | E1 | Quebec      | 4           |             |  |  |       |       |       |  |
|  |                  |               |               |              |    |             |             |             |  |  |       |       |       |  |
|  |                  |               | W2            | Winnipeg     | 3  |             |             |             |  |  |       |       |       |  |
|  | W1               | Houston       | W2            | Winnipeg     | 3  | 4           |             |             |  |  |       |       |       |  |
|  | W1               | Houston       |               |              |    |             |             |             |  |  |       |       |       |  |
|  | W4               | Edmonton      | 1             |              |    |             |             |             |  |  |       |       |       |  |
|  | W4               | Edmonton      | 1             |              | W1 | Houston     | 2           |             |  |  |       |       |       |  |
|  | Western Division |               |               |              | W1 | Houston     | 2           |             |  |  |       |       |       |  |
|  |                  |               | W2            | Winnipeg     | 4  |             |             |             |  |  |       |       |       |  |
|  | W2               | Winnipeg      | W2            | Winnipeg     | 4  | 4           |             |             |  |  |       |       |       |  |
|  | W2               | Winnipeg      |               |              |    |             |             |             |  |  |       |       |       |  |
|  | W3               | San Diego     | 3             |              |    |             |             |             |  |  |       |       |       |  |

## Avco World Trophy-final
Quebec Nordiques vs. Winnipeg Jets
Quebec Nordiques vann finalserien med 4-3 i matcher

## WHA awards
| 1976–77 WHA awards      | 1976–77 WHA awards                                           |
| ----------------------- | ------------------------------------------------------------ |
| Avco World Trophy       | Quebec Nordiques                                             |
| Gordie Howe Trophy      | Robbie Ftorek, (Phoenix Roadrunners)                         |
| Bill Hunter Trophy      | Réal Cloutier, (Quebec Nordiques)                            |
| Lou Kaplan Trophy       | George Lyle, (New England Whalers)                           |
| Ben Hatskin Trophy      | Ron Grahame, (Houston Aeros)                                 |
| Dennis A. Murphy Trophy | Ron Plumb, (Cincinnati Stingers)                             |
| Paul Deneau Trophy      | Dave Keon, (Minnesota Fighting Saints & New England Whalers) |
| WHA Playoff MVP         | Serge Bernier, (Quebec Nordiques)                            |